# Rieden am Forggensee

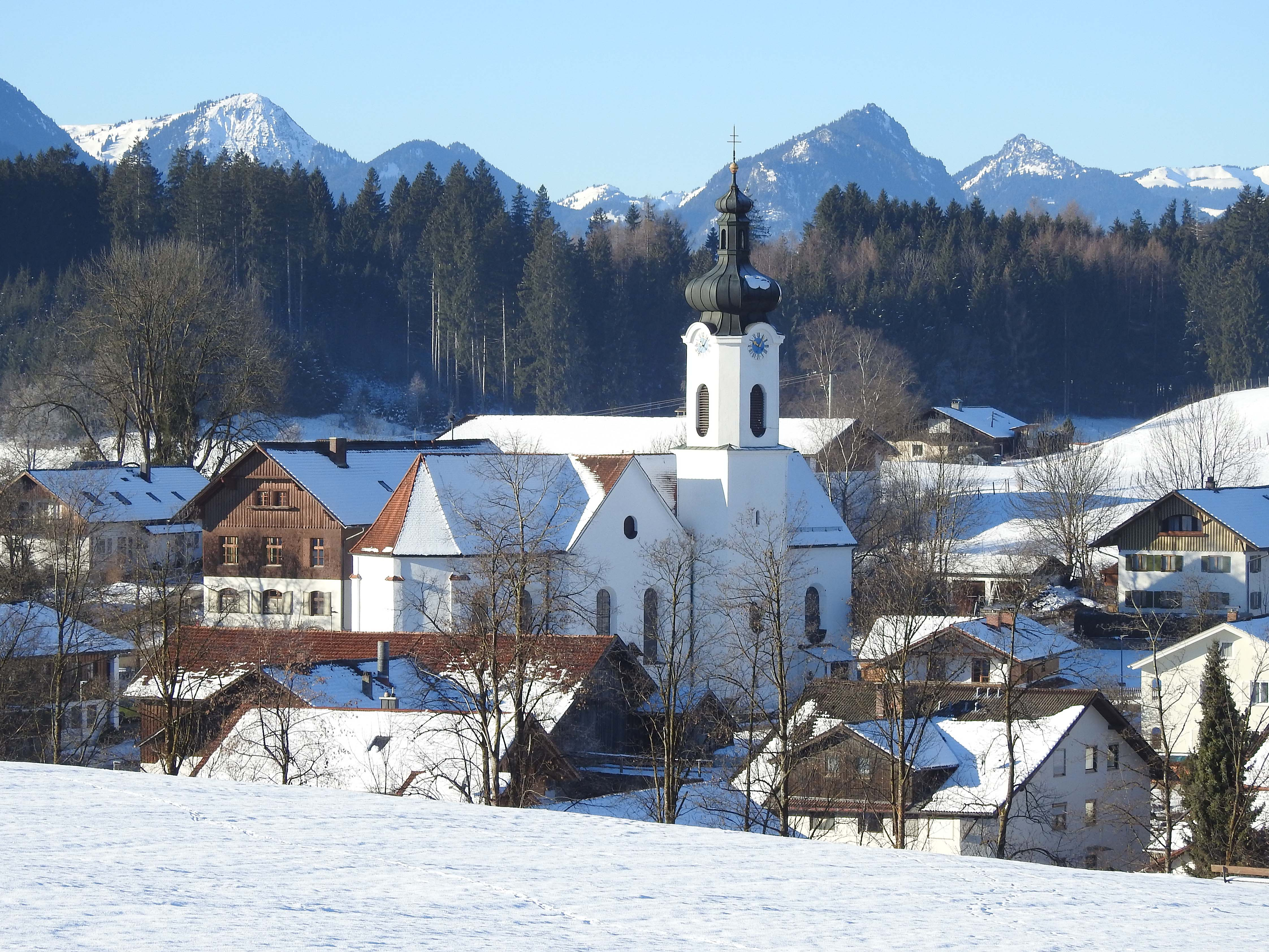
Pfarrkirche zu den hl. fünf Wunden in Rieden am Forggensee

Rieden am Forggensee ist eine Gemeinde im schwäbischen Landkreis Ostallgäu. Die Gemeinde ist Mitglied der Verwaltungsgemeinschaft Roßhaupten.

## Geografie
Rieden am Forggensee liegt an einem Stausee des Lechs, dem Forggensee, in der Region Allgäu und grenzt mit 8 Kilometern Ufer an den See.
Die Höhenlage der Gemeinde beträgt 769 m ü. NHN (Forggensee) bis 937 m ü. NHN bei Enzensberg.
Es gibt 6 Gemeindeteile (in Klammern ist der Siedlungstyp angegeben):
- Dietringen (Dorf)
- Dürracker (Einöde)
- Osterreinen (Dorf)
- Rieden am Forggensee (Pfarrdorf)
- Sankt Urban (Einöde)
- Schönenried (Einöde)

## Geschichte

### Bis zur Gemeindegründung
Rieden am Forggensee gehörte zum Hochstift Augsburg. Als Sitz eines bischöflichen Amtmannes entwickelte sich der Ort zum Dorf. 1850 wurde die Riedener Kirche anstatt der außerhalb gelegenen Kirche St. Urban zur Pfarrkirche. Mit dem Reichsdeputationshauptschluss von 1803 kam der Ort zu Bayern. Im Zuge der Verwaltungsreformen im Königreich Bayern entstand mit dem Gemeindeedikt von 1818 die heutige Gemeinde.

### 20. Jahrhundert
Zu Beginn der 1950er Jahre gingen Teile des Gemeindegebietes durch den Bau des Forggensees verloren. Am 18. Oktober 1972 wurde die Gemeinde Rieden amtlich in „Rieden am Forggensee“ umbenannt.
Im Zuge der Gebietsreform in Bayern wurde am 1. Mai 1978 die Gemeinde Rieden am Forggensee aufgelöst. Ihr Hauptteil mit damals etwa 800 Einwohnern kam zur Gemeinde Roßhaupten. Kleinere Gebietsteile mit damals etwa 25 Einwohnern wurden in die Stadt Füssen eingegliedert.
Am 5. November 1980 wurde die Gemeinde durch Urteil des Bayerischen Verwaltungsgerichtshofes wiedererrichtet. Roßhaupten trat die übernommenen Gebietsteile vollständig ab. Die von der Stadt Füssen übernommenen Gebietsteile verblieben dort.

### Bevölkerungsentwicklung
| Bevölkerungsentwicklung | Bevölkerungsentwicklung | Bevölkerungsentwicklung | Bevölkerungsentwicklung | Bevölkerungsentwicklung | Bevölkerungsentwicklung | Bevölkerungsentwicklung | Bevölkerungsentwicklung | Bevölkerungsentwicklung | Bevölkerungsentwicklung | Bevölkerungsentwicklung | Bevölkerungsentwicklung | Bevölkerungsentwicklung | Bevölkerungsentwicklung | Bevölkerungsentwicklung |
| ----------------------- | ----------------------- | ----------------------- | ----------------------- | ----------------------- | ----------------------- | ----------------------- | ----------------------- | ----------------------- | ----------------------- | ----------------------- | ----------------------- | ----------------------- | ----------------------- | ----------------------- |
| Jahr                    | 1840                    | 1900                    | 1939                    | 1950                    | 1961                    | 1970                    | 1987                    | 1991                    | 1995                    | 2000                    | 2005                    | 2010                    | 2015                    | 2020                    |
| Einwohner               | 474                     | 398                     | 445                     | 785                     | 672                     | 817                     | 991                     | 1094                    | 1178                    | 1161                    | 1214                    | 1247                    | 1269                    | 1331                    |

Rieden am Forggensee wuchs von 1988 bis 2008 um 225 Einwohner bzw. ca. 22 %. Zwischen 1988 und 2018 wuchs die Gemeinde von 1031 auf 1336 um 305 Einwohner bzw. um 29,6 %.

## Politik

### Bürgermeister
Am 15. März 2020 wurde Andreas Haug (Freie Dorfgemeinschaft Rieden) mit 73,68 % der Stimmen zum Bürgermeister gewählt. Er trat am 1. Mai 2020 die Nachfolge von Maximilian Streif (* 1945; CSU/Freie Wählergemeinschaft) an, der seit 24. Juli 1995 an der Gemeindespitze stand.

### Gemeinderat
Für die Wahl am 15. März 2020 lag nur der Wahlvorschlag der Freien Dorfgemeinschaft Rieden mit 24 Bewerbern vor. Die zwölf Bewerber dieser Wählergruppe mit den höchsten Stimmenzahlen bilden für Mai 2020 bis April 2026 zusammen mit dem Bürgermeister den Gemeinderat. Die Wahlbeteiligung lag bei 71,5 %.

### Gemeindefinanzen
Im Jahr 2010 betrugen die Gemeindesteuereinnahmen 823.000 Euro, davon waren 117.000 Euro Gewerbesteuereinnahmen (netto).

### Wappen
| Wappen der Gemeinde Rieden am Forggensee | Blasonierung: „Im Wellenschnitt geteilt von Rot und Silber, unten schräg gekreuzt eine rote Reuthaue und ein rotes Beil, der Teilungslinie aufgelegt eine heraldische Lilie in verwechselten Farben, deren mittleres Blatt oben als Weinblatt gestaltet ist.“ |
| Wappen der Gemeinde Rieden am Forggensee | Das Wappen wird seit 1983 geführt. |

## Sehenswürdigkeiten
- Am nördlichen Ortsrand besteht ein DAV-Kletterzentrum.
- Der Forggensee bietet in den Gemeindeteilen Dietringen und Osterreinen vielfältige Freizeitmöglichkeiten.
- Der idyllische Faulensee und der Hopferwald lädt zu ausgedehnten Wanderungen ein.

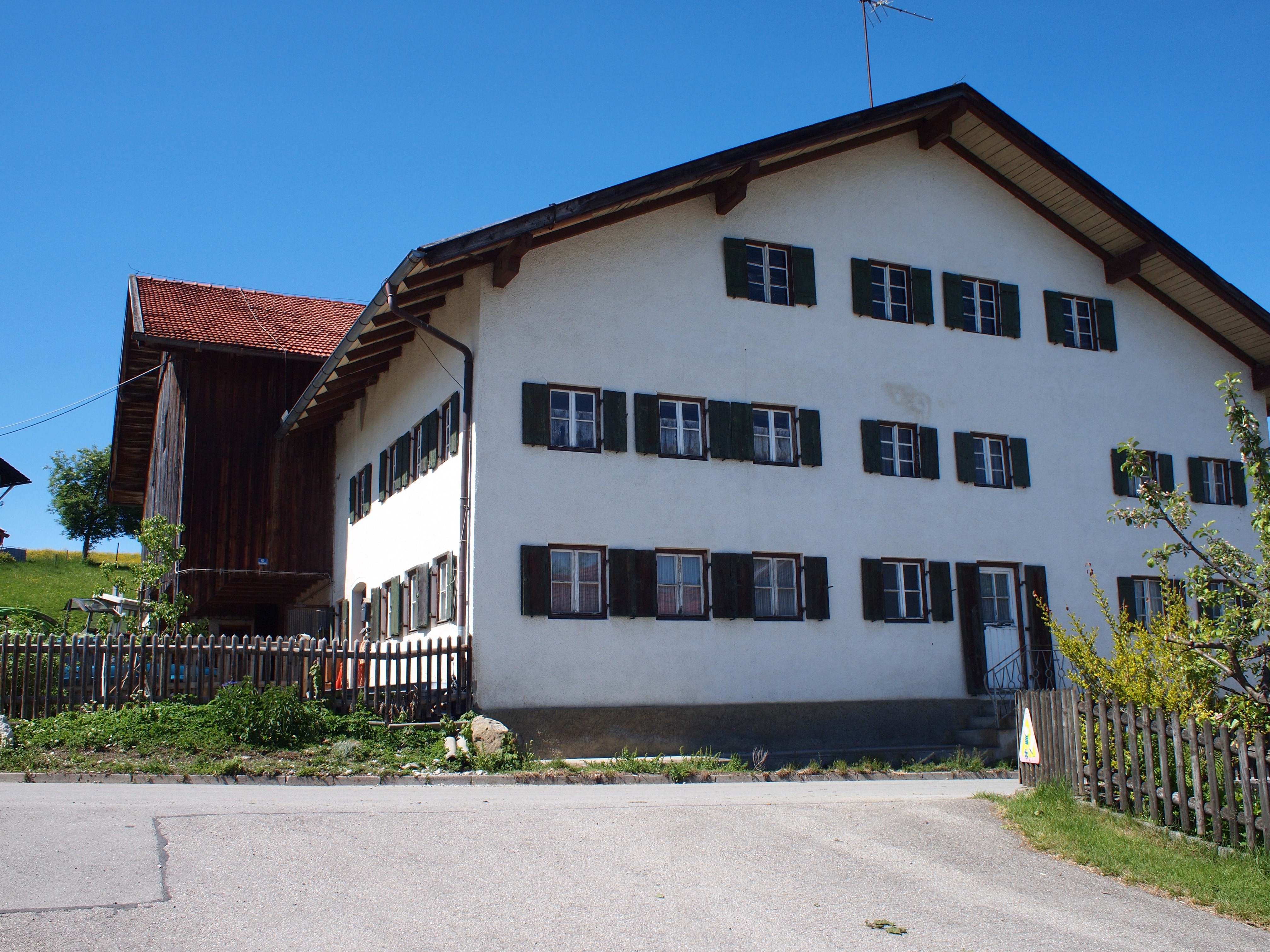
Bauernhaus am nördlichen Ortsrand
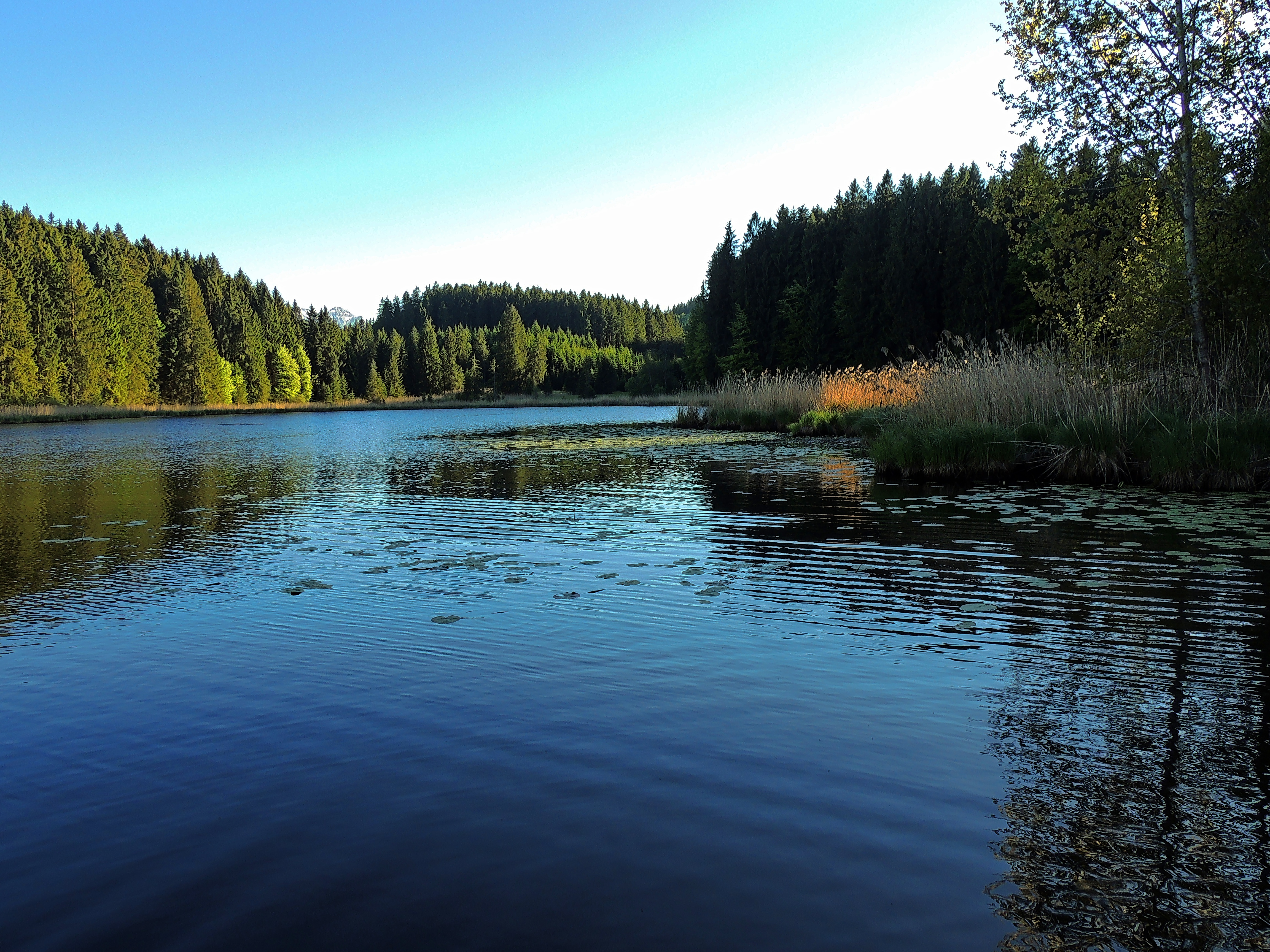
Faulensee
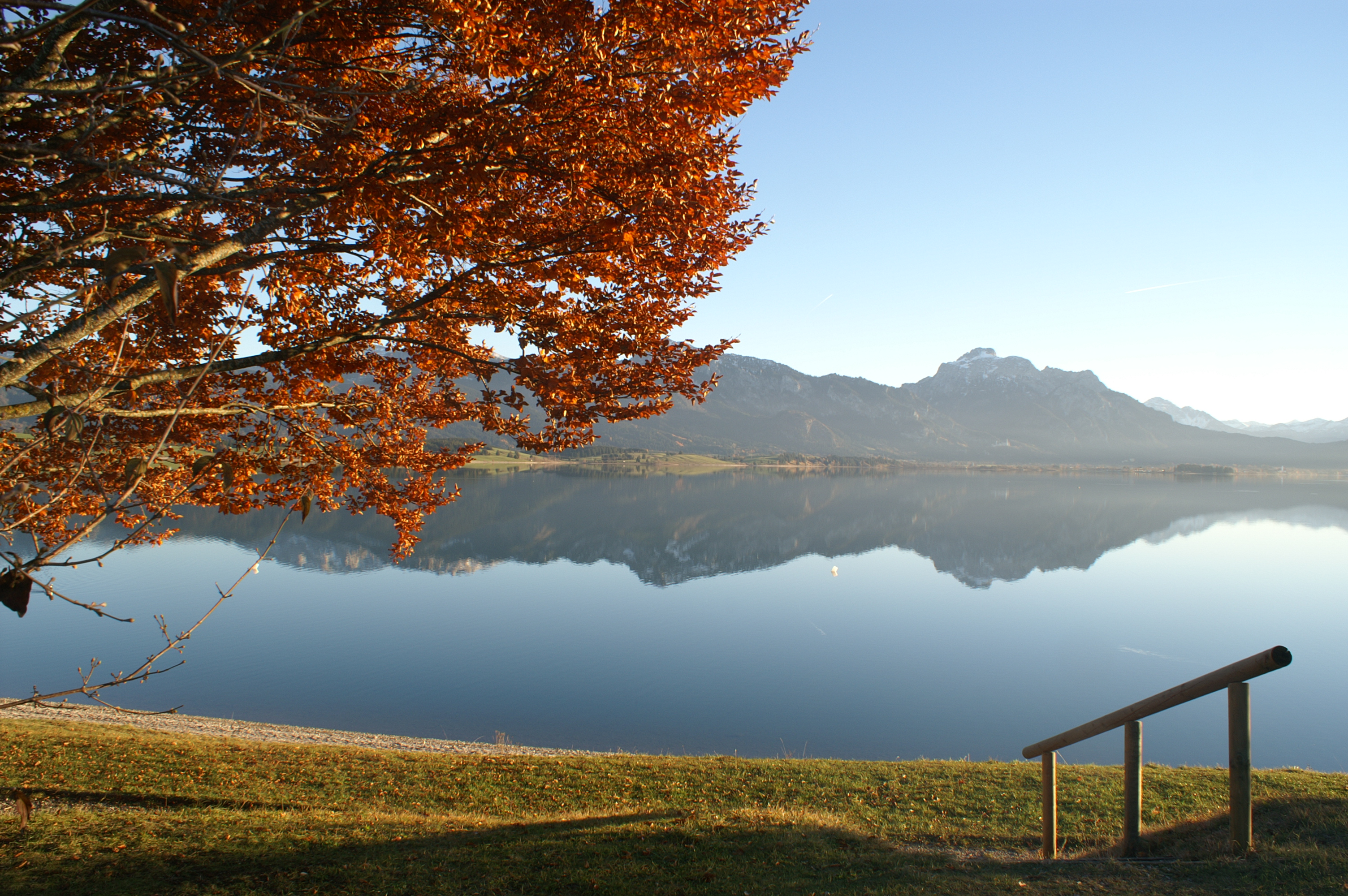
Herbst am Forggensee
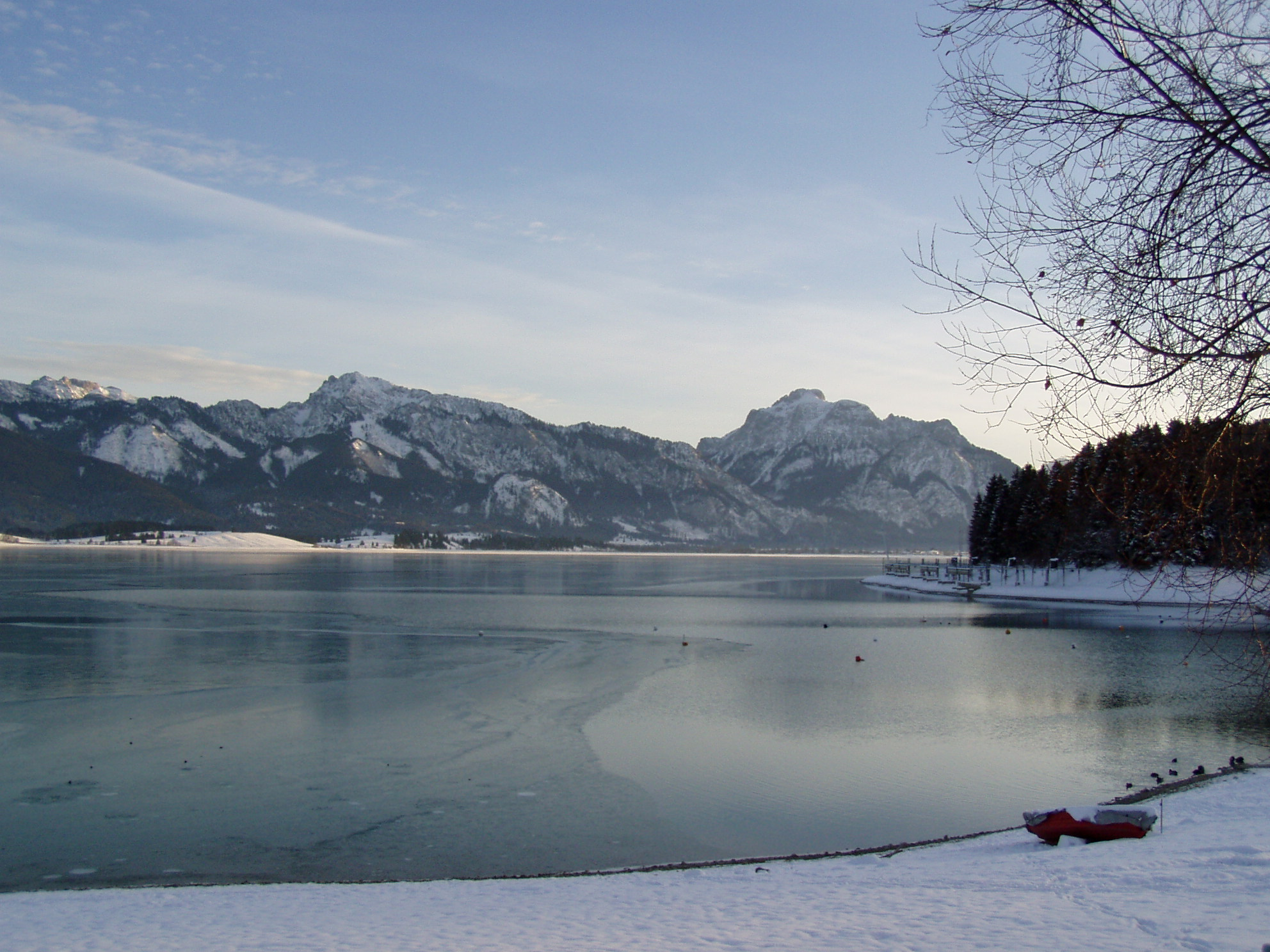
Winter am Forggensee
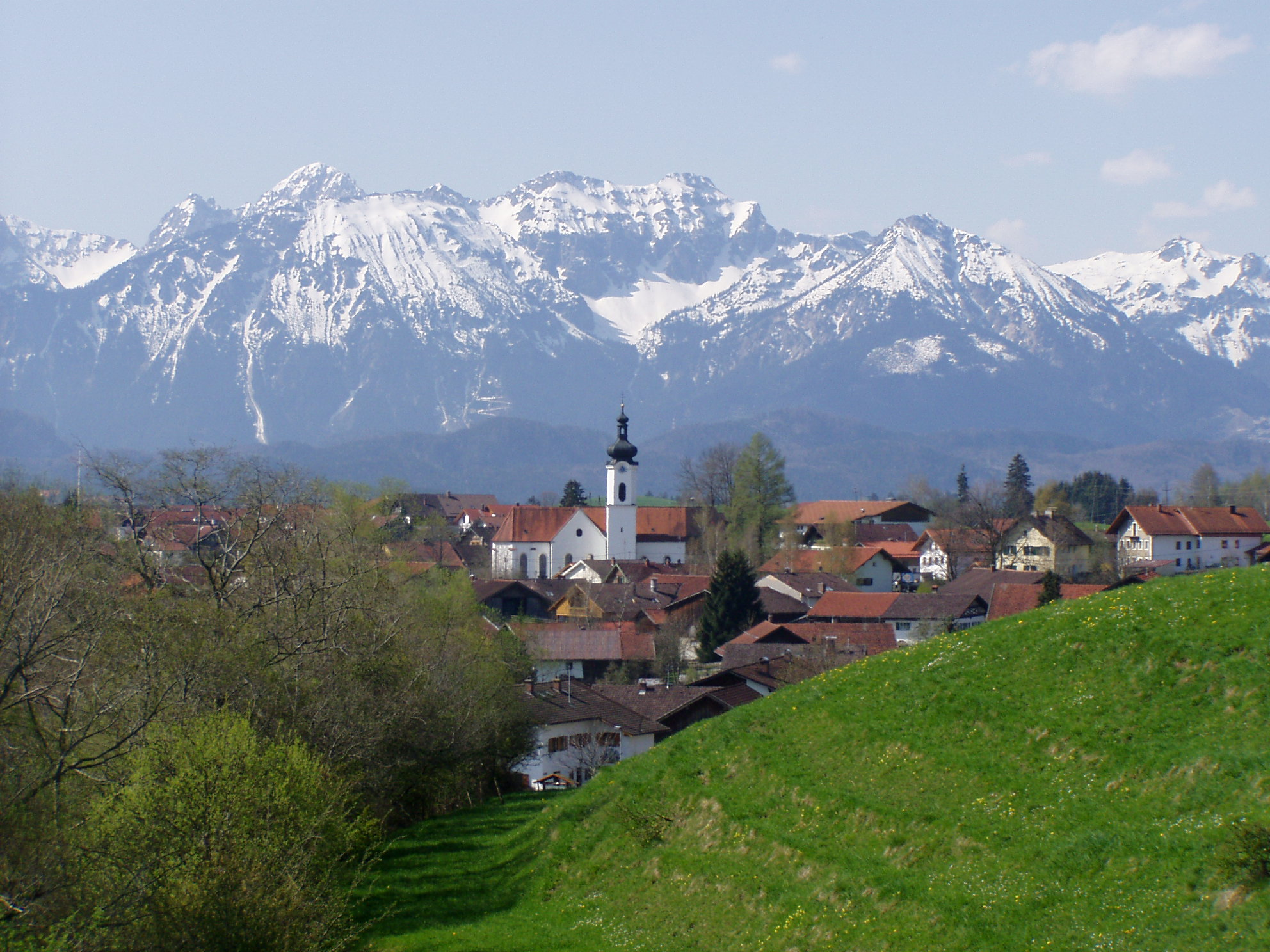
Rieden am Forggensee von Norden
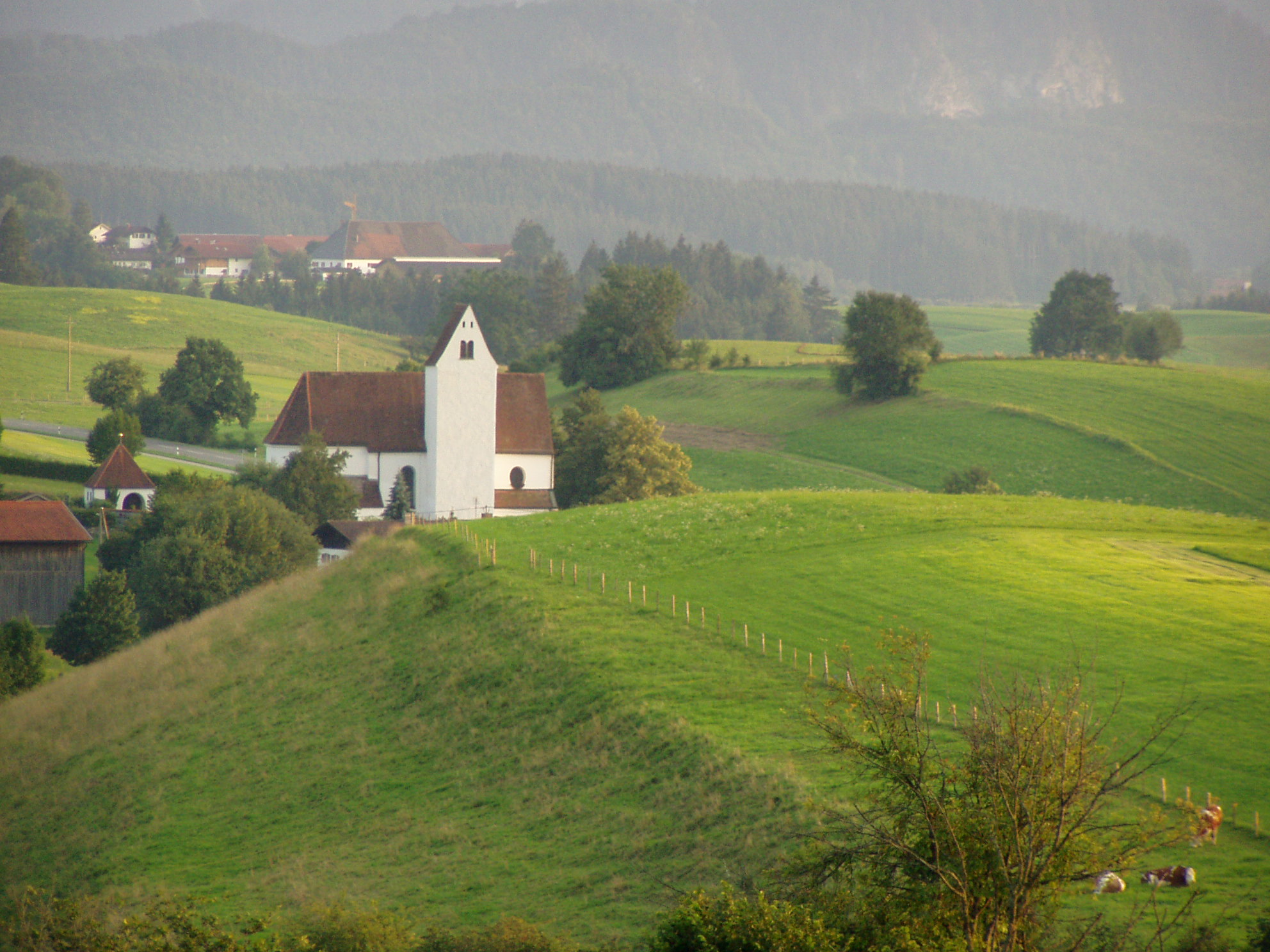
St. Urban von Norden
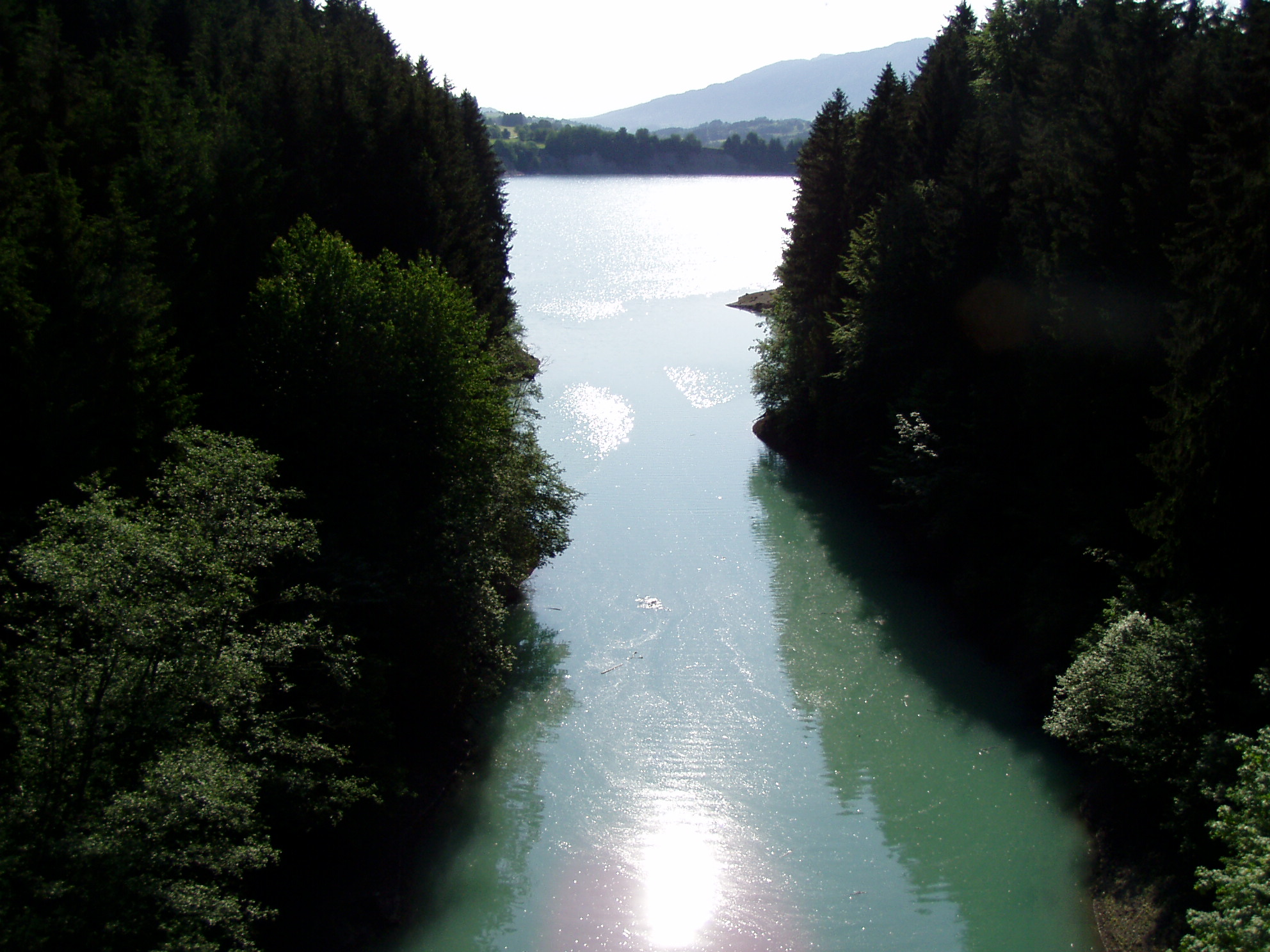
Tiefenthal

## Wirtschaft und Infrastruktur

### Wirtschaft
Es gab 2010 nach der amtlichen Statistik im produzierenden Gewerbe 447 und im Bereich Handel und Verkehr 51 sozialversicherungspflichtig Beschäftigte am Arbeitsort. In sonstigen Wirtschaftsbereichen waren am Arbeitsort 36 Personen sozialversicherungspflichtig beschäftigt. Sozialversicherungspflichtig Beschäftigte am Wohnort gab es insgesamt 418. Im verarbeitenden Gewerbe gab es drei Betriebe, im Bauhauptgewerbe zwei Betriebe. Zudem bestanden 25 landwirtschaftliche Betriebe mit einer landwirtschaftlich genutzten Fläche von mindestens zwei Hektar, die eine Fläche von 573 ha bewirtschafteten.
Im Jahre 2013 zählte die Gemeinde rund 65.000 Gästeübernachtungen mit steigender Tendenz.

### Bildung
Im Jahr 2010 gab es den Kindergarten „St. Leonhard“ mit 50 Kindergartenplätzen, in dem 36 Kinder von vier Erzieherinnen betreut wurden.

### Wasserversorgung
Die Gemeinde versorgt sich aus zwei Brunnen südlich von Dietringen unweit des Forggensees, geschützt durch ein 21,5 ha großes Wasserschutzgebiet.

## Persönlichkeiten
- Trixini (1933–2015), (eigentlich Hansjörg Kindler), Theologe, Puppenspieler und Zauberkünstler; lebte und wirkte in Rieden am Forggensee